# Hermann Westermann (Politiker)
Hermann Westermann (* 5. Mai 1869 in Oedelum; † 20. Juli 1959 in Hildesheim) war ein deutscher Landwirt und Politiker.

## Leben
1909 erwarb Westermann, der evangelischen Glaubens war, das Gut Siems bei Sichau in der Altmark, ein ehemaliges Vorwerk des Rittergutes Weteritz, und vertrat einen bei anderen Gutsbesitzern mit Unverständnis quittierten Kurs der Aufsiedlung, von dem auch seine (wenigen) späteren Reden im Deutschen Reichstag Zeugnis ablegen.
Von 1919 bis 1921 war Westermann zunächst Mitglied der Preußischen Landesversammlung und danach bis 1924 Landtagsabgeordneter in Preußen für die DDP. Von 1924 bis 1928 war er Mitglied des Reichstages für den Wahlkreis 10 (Magdeburg) für die DVP und hatte daneben eine Mehrzahl kommunaler Ämter inne, die er auf Druck der Nationalsozialisten nach 1933 niederlegen musste.
1945 wurde Westermann samt seiner Familie enteignet und floh in den Westen, wo er am Aufbau der lokalen CDU mitwirkte. Er starb 90-jährig in Hildesheim.